# كورت كلوسن
كورت كلوسن (بالإنجليزية: Curt Clausen)‏ هو منافس ألعاب قوى أمريكي، ولد في 9 أكتوبر 1967 في ترنتون في الولايات المتحدة.

## وصلات خارجية
- كورت كلوسن على موقع الاتحاد الدولي لألعاب القوى (الإنجليزية)
- كورت كلوسن على موقع اللجنة الأولمبية الدولية (الإنجليزية)
- كورت كلوسن على موقع أوليمبيديا (الإنجليزية)
- كورت كلوسن على موقع اللجنة الأولمبية والبارالمبية الأمريكية (الإنجليزية)